# Тао Цзунъи
Та́о Цзунъи́ (кит. трад. 陶宗儀, 1329—1410, по другим источникам — ок. 1320—1399, либо 1322—1403) — выдающийся китайский историк времен конца империи Юань и начала империи Мин.

## Биография
Происходил из интеллектуальной среды. родился в Хуанъянской области Тайчжоуского региона (сейчас это место находится на территории района Луцяо городского округа Тайчжоу провинции Чжэцзян) в семье Тао Югуана, художника. Получил классическое образование. В 1348 году переезжает в Пекин, где терпит неудачу во время императорского экзамена. Возвращается домой, отказавшись от карьеры государственного служащего. После свержения правления монголов в 1368 году поселяется в поселке Юньвэнь (сейчас это земли шанхайского района Сунцзян), где и скончался в 1410 году.

## Творчество
Значительную часть своих произведений написал во время пребывания в Пекине и после возвращения (до 1370 года). Самые значительные из них — это «Очерки истории» и «Очерки о женские покои юанських обладателей» (окончательная редакция в 1376 году). Во время проживания в Шанхае создал труд о сельском хозяйстве, а также цикл стихов на деревенскую тематику, о жизни и обычаях китайских крестьян. Один из самых известных стихов — «Свадьба». В то же время обращался и к любовной лирике.